# Салатига
Салатига (индон. Salatiga) — город в Индонезии, расположенный на территории провинции Центральная Ява. Территория города выделена в самостоятельную административную единицу — муниципалитет.

## Географическое положение
Город находится в восточной части провинции, в центральной части острова Ява, у подножия потухшего вулкана Мербабу. Абсолютная высота — 638 метров над уровнем моря.

Салатига расположена на расстоянии приблизительно 35 километров к юго-юго-востоку (SSE) от Семаранга, административного центра провинции.

## Административное деление
Территория муниципалитета Салатига подразделяется на четыре района (kecamatan), которые в свою очередь делятся на 22 сельских поселения (kelurahan). Общая площадь муниципалитета — 17,87 км².

## Население
По данным официальной переписи 2010 года, население составляло 170 332 человека.
Динамика численности населения города по годам:
| 1990   | 2000    | 2005    | 2010    | 2012    |
| ------ | ------- | ------- | ------- | ------- |
| 98 012 | 144 721 | 152 913 | 170 332 | 175 964 |

## История
Согласно надписям, нанесённым на найденный в окрестностях города монолит Плумпунган, официальной датой основания города является 24 июля 750 года н. э..

## Известные уроженцы
- Марзуки-Судирджо, Артати (1921—2011) — индонезийский политический и государственный деятель, дипломат.